# Robert Rosenberg
Robert Rosenberg (* 6. března 1975 Trutnov) je český pornoherec a moderátor. Dle svých slov účinkoval ve více než 2 500 filmech a měl přes 10 000 sexuálních partnerek. V roce 2017 nadaboval sám sebe v internetovém pořadu Mrazivá tajemství, který vysílá internetová televize Stream.cz, a to konkrétně v díle Sodoma Gomora.

## Osobní život
Robert Rosenberg je vyučený automechanik, obor absolvoval na SŠ Automobilní Ústí nad Orlicí, ale tomuto povolání se věnoval pouze dva měsíce. Místo toho přesídlil do Prahy, kde se dostal k povolání pornoherce.
V červnu 2006 se v Praze poprvé oženil s kolegyní z branže Žanetou Vavrochovou (narozena 25. prosince 1982), která si po sňatku změnila jméno na Jeannette Bernadette Rosenberg. Po průtazích, kdy se manželka, s níž už nežil, nedostavila k soudu, se rozvedli v roce 2010. S Žanetou má syna Forresta Ryana (narozen 2007), rodiče se o něj nestarají a vyrůstá u jeho tchyně, matka žije údajně v USA. Do roku 2012 žil Rosenberg s učitelkou mateřské školky Kristýnou Kinskou. V únoru 2021 se na Maledivách podruhé oženil s dlouholetou přítelkyní s Petrou Šebestovou, se kterou měl v té době téměř pětiletého syna Rockyho (narozen 2016). 

## Obvinění a vzetí do vazby
V říjnu 2007 byl i se svou manželkou a asistentem zatčen a umístěn ve vazbě. Podle ČT byli obviněni z obchodování s lidmi, později byla obvinění rozšířena o kuplířství, šíření toxikomanie, šíření nakažlivé choroby a krádeže. Rosenbergova manželka a asistent byli navíc obviněni z loupeže. Třetího března 2008 byl Robert Rosenberg propuštěn z vazby na kauci.
V srpnu 2008 byl Rosenberg nepravomocně odsouzen k ročnímu podmíněnému trestu odnětí svobody se zkušební dobou na jeden rok za šíření toxikomanie, když svým přítelkyním nabízel a prodával kokain. Obvinění ze šíření nakažlivé choroby (v tomto případě chlamydie) bylo překvalifikováno na přestupek. Obvinění z obchodování s lidmi a kuplířství byl zproštěn. Jeho manželka a asistent byli odsouzeni k čtyřměsíčnímu podmíněnému trestu odnětí svobody za krádež. Odvolací soud v listopadu 2008 Rosenbergův rozsudek potvrdil (o obvinění z kuplířství prohlásil, že k nabízení sexuálních služeb mladých společnic americkým podnikatelům nedošlo opakovaně, a tedy není trestné), rozsudek manželky a asistenta zrušil.

## Rebel Company
Robert Rosenberg se svou první manželkou Žanetou společně založili v roce 2005 produkční společnost REBEL Company. Podle zpravodajského portálu iDNES.cz byla společnost k červnu 2009 zadlužená a později skončila v likvidací.

## Profibox
Robert se již léta věnuje bojovým sportům, klasickému a thajskému boxu. Ve 36 letech dostal nabídku vyzkoušet profibox, kterou přijal. Jeho zápas se uskutečnil 29. listopadu 2011 v rámci galavečera Warriors of the Ring v Praze. Jeho soupeřem byl německý boxer Alexander Winsch.